# Babice nad Svitavou
Babice nad Svitavou (deutsch Babitz) ist eine Gemeinde im Okres Brno-venkov (Mähren) in Tschechien. Sie hat eine Fläche von 1811 Hektar und 1402 Einwohnern (1. Januar 2023). Babice nad Svitavou liegt etwa zwölf Kilometer von der Kreisstadt Brno entfernt. Durch den Ort führt die Grenze des Moravský kras. In der Umgebung befinden sich malerische Landschaften mit Naturreservaten und historischen Sehenswürdigkeiten.

## Geschichte
Die erste schriftliche Erwähnung des Ortes (als Babibcz) stammt aus dem Jahre 1356. Das Dorf gehörte damals vermutlich zu den Ländereien der Burg Obřany. Nach Streitigkeiten mit Brünn wurde die Burg erobert und zerstört. Johann von Luxemburg schenkte die Herrschaft Obřany der Stadt Brünn. Auf dem Platz der zerstörten Burg wurde die Burg Ronov erbaut und die Herrschaft ging an Čeňek Krušina von Lichtenburg, später dann an den Markgrafen Johann Heinrich und ab 1410 an die Schwarzenberg von Boskowitz. Im Jahre 1604 gehörte sie den Herren von Pozořice. Während des Dreißigjährigen Krieges wurde das Dorf zweimal geplündert und 1645 niedergebrannt. Nach 1648 kam es zur Neubesiedlung. Weitere Zerstörungen erlitt der Ort nach der Schlacht von Königgrätz. 1764 wurde die erste Schule gebaut, 1843 die Eisenbahn.

## Sehenswürdigkeiten
Kirche des heiligen Johannes der Täufer